# Jingkouzhen (ort i Kina, Shaanxi, lat 33,99, long 107,11)
Jingkouzhen är en ort i Kina. Den ligger i provinsen Shaanxi, i den nordvästra delen av landet, omkring 170 kilometer väster om provinshuvudstaden Xi'an. Antalet invånare är 3 260. Befolkningen består av 1 535 kvinnor och 1 725 män. Barn under 15 år utgör 15,0 %, vuxna 15-64 år 76 %, och äldre över 65 år 8,0 %.
Runt Jingkouzhen är det glesbefolkat, med 18 invånare per kvadratkilometer. Närmaste större samhälle är Zuitou, 19,7 km öster om Jingkouzhen. I omgivningarna runt Jingkouzhen växer i huvudsak blandskog.
Genomsnittlig årsnederbörd är 985 millimeter. Den regnigaste månaden är juli, med i genomsnitt 205 mm nederbörd, och den torraste är december, med 2 mm nederbörd.